# コイル鳴き
コイル鳴きとは、電気製品（主に充電器やACアダプター）から発生する甲高く耳障りな音が通電中に鳴る現象。電子部品であるインダクタ（コイル）や変圧器（トランス）の不正振動により、発生する。

## 概要
電子機器などから「キーン」といった高い音が発生する現象である。巻線同士やコア（芯）の磁力による振動が原因であり、巻線や心材を振動しないよう固定したり、巻き方を工夫することで解消する。また、対策されている機器もある。